# Moskwicz G3
Moskwicz G3 – samochód wyścigowy konstrukcji Moskwicza, który uczestniczył w Sowieckiej Formule Junior i Sowieckiej Formule 1.

## Historia
Samochód był następcą wybudowanego w 1955 roku Moskwicza G1. Zaprojektowany został przez Igora Gładilina i Lwa Szugurowa. Napędzał go silnik R4 z Moskwicza 407 o pojemności 1358 cm³ i mocy 70 KM przy 4800 obr./min, sprzężony z czterobiegową skrzynią i napędzający tylne koła. Samochód osiągał prędkość 170 km/h. Nadwozie stanowiła rama rurowa.
W latach 1961–1962 pojazd był używany w Sowieckiej Formule Junior. W 1961 roku jedynym kierowcą Moskwicza G3 był Jurij Czwirow, który wygrał inauguracyjne zawody na torze Nemanskoje Kolco, ustalając także najszybsze okrążenie. Na torze Newskoje Kolco Czwirow zajął drugie miejsce za Wiaczesławem Kosenkowem. Te wyniki zapewniły Czwirowowi tytuł mistrzowski. W 1962 roku modelem G3 ścigali się Czwirow i Jewgienij Weretow. Czwirow wygrał obie eliminacje, zaś Weretow dwukrotnie był trzeci, przez co zajęli oni w klasyfikacji odpowiednio pierwsze i drugie miejsce.
W 1963 roku samochód został zmodyfikowany z zamiarem wystawienia go w Sowieckiej Formule 1. Zastosowano nowocześniejsze gaźniki Lenkarz K99 (w miejsce Lenkarz K28) i zmniejszono koła z 15 do 13 cali. Masa samochodu została zredukowana o 14 kg. Moc silnika została zwiększona do 76 KM, co pozwalało na osiągnięcie 177 km/h. W 1963 roku Weretow tym pojazdem zdobył wicemistrzostwo serii. Moskwicz G3 był używany w Sowieckiej Formule 1 do 1965 roku.
Zbudowano jeden egzemplarz modelu

## Wyniki w Sowieckiej Formule Junior
| Legenda oznaczeń w tabelach wyników Wyświetl szablon na nowej stronie | Legenda oznaczeń w tabelach wyników Wyświetl szablon na nowej stronie                                                                     |
| Oznaczenie                                                            | Wyjaśnienie |
| --------------------------------------------------------------------- | --- |
| Złoty                                                                 | Zwycięzca lub mistrzostwo |
| Srebrny                                                               | 2. miejsce lub wicemistrzostwo |
| Brązowy                                                               | 3. miejsce lub II wicemistrzostwo |
| Zielony                                                               | Ukończył, punktował (w klasyfikacji generalnej, gdy zdobył co najmniej jeden punkt na przestrzeni sezonu, poza trzema powyższymi opcjami) |
| Niebieski                                                             | Ukończył, nie punktował (w klasyfikacji generalnej, gdy nie zdobył co najmniej jednego punktu na przestrzeni sezonu)                      |
| Czerwony                                                              | Nie zakwalifikował się (NZ) |
| Czerwony                                                              | Nie prekwalifikował się (NPK) |
| Różowy                                                                | Nie ukończył (NU) |
| Różowy                                                                | Niesklasyfikowany (NS) (w klasyfikacji generalnej, gdy nie został sklasyfikowany w żadnym wyścigu sezonu)                                 |
| Czarny                                                                | Zdyskwalifikowany (DK) |
| Czarny                                                                | Wykluczony (WYK/EX) |
| Biały                                                                 | Nie wystartował (NW) |
| Biały                                                                 | Kontuzjowany (K/INJ) |
| Biały                                                                 | Wyścig odwołany (OD/C) |
| Bez koloru                                                            | Został wycofany (WYC/WD) |
| Bez koloru                                                            | Nie przybył (NP/DNA) |
| Bez koloru                                                            | Nie brał udziału w treningach (NT/DNP) |
| Bez koloru                                                            | Nie został zgłoszony (–) |
| Pogrubienie                                                           | Start z pole position |
| Kursywa                                                               | Najszybsze okrążenie wyścigu |
| †                                                                     | Nie ukończył, ale jego rezultat został zaliczony ze względu na przejechanie więcej niż 90% dystansu wyścigu.                              |
| *                                                                     | Sezon w trakcie |
| 1/2/3                                                                 | Punktowana pozycja w sprincie kwalifikacyjnym                                                                                             |
| Lista systemów punktacji Formuły 1                                    | |

| Sezon | Zespół      | Silnik   | Kierowcy          | Wyniki w poszczególnych eliminacjach | Wyniki w poszczególnych eliminacjach | Wyniki kierowców | Wyniki kierowców |
| 1961  |             |          |                   |                                      |                                      | Pkt.             | Msc.             |
| ----- | ----------- | -------- | ----------------- | ------------------------------------ | ------------------------------------ | ---------------- | ---------------- |
| 1961  | Trud Moskwa | Moskwicz | Jurij Czwirow     | 1                                    | 2                                    | ?                | 1                |
| 1962  |             |          |                   |                                      |                                      | Pkt.             | Msc.             |
| 1962  | Trud Moskwa | Moskwicz | Jurij Czwirow     | 1                                    | 1                                    | ?                | 1                |
| 1962  | Trud Moskwa | Moskwicz | Jewgienij Weretow | 3                                    | 3                                    | ?                | 2                |